# 軍用多用途軽車両

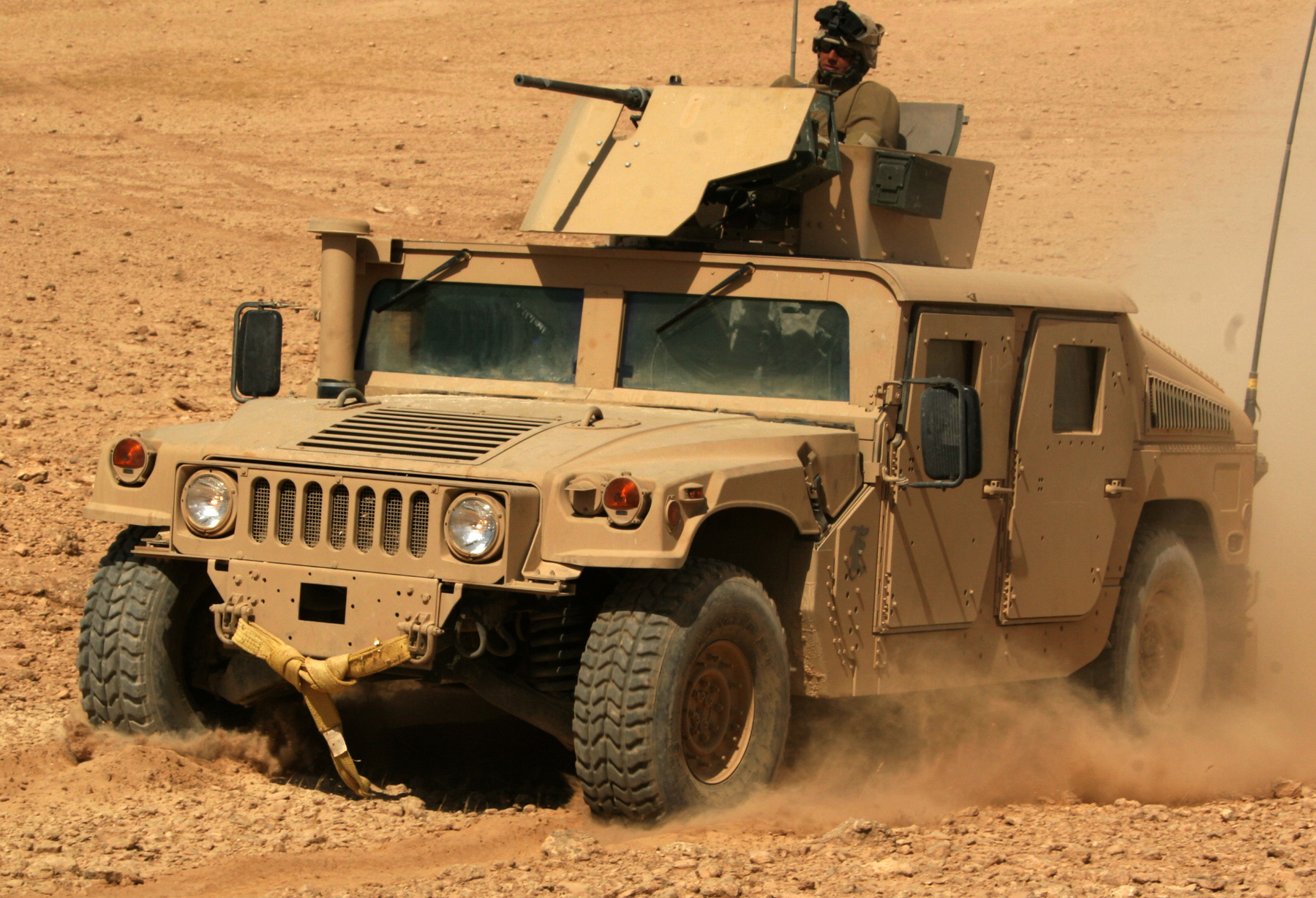
ハンヴィーは1980年代からアメリカ軍の主力軽車両プラットフォームとして使用されている

軍用軽多用途車両（ぐんようたようとけいしゃりょう、Military light utility vehicle）、または軽多用途車両（light utility vehicle、LUV）とは、最も軽量なクラスの軍用車両のカテゴリーに使われる用語である。
通常は軽装甲または無装甲、短いボディオーバーハングで全地形の機動性があり、4人乗り程度のものが多いとの定義による。軍用のジープ型四輪駆動車で、他の軍用トラックや車両よりも軽く、本質的にコンパクトな設計となっている。通常は軽装甲または無装甲で、車体のオーバーハングが短く、軽快な全地形対応型の機動性を持つ、4人乗り程度の車両が多い。

## 概説

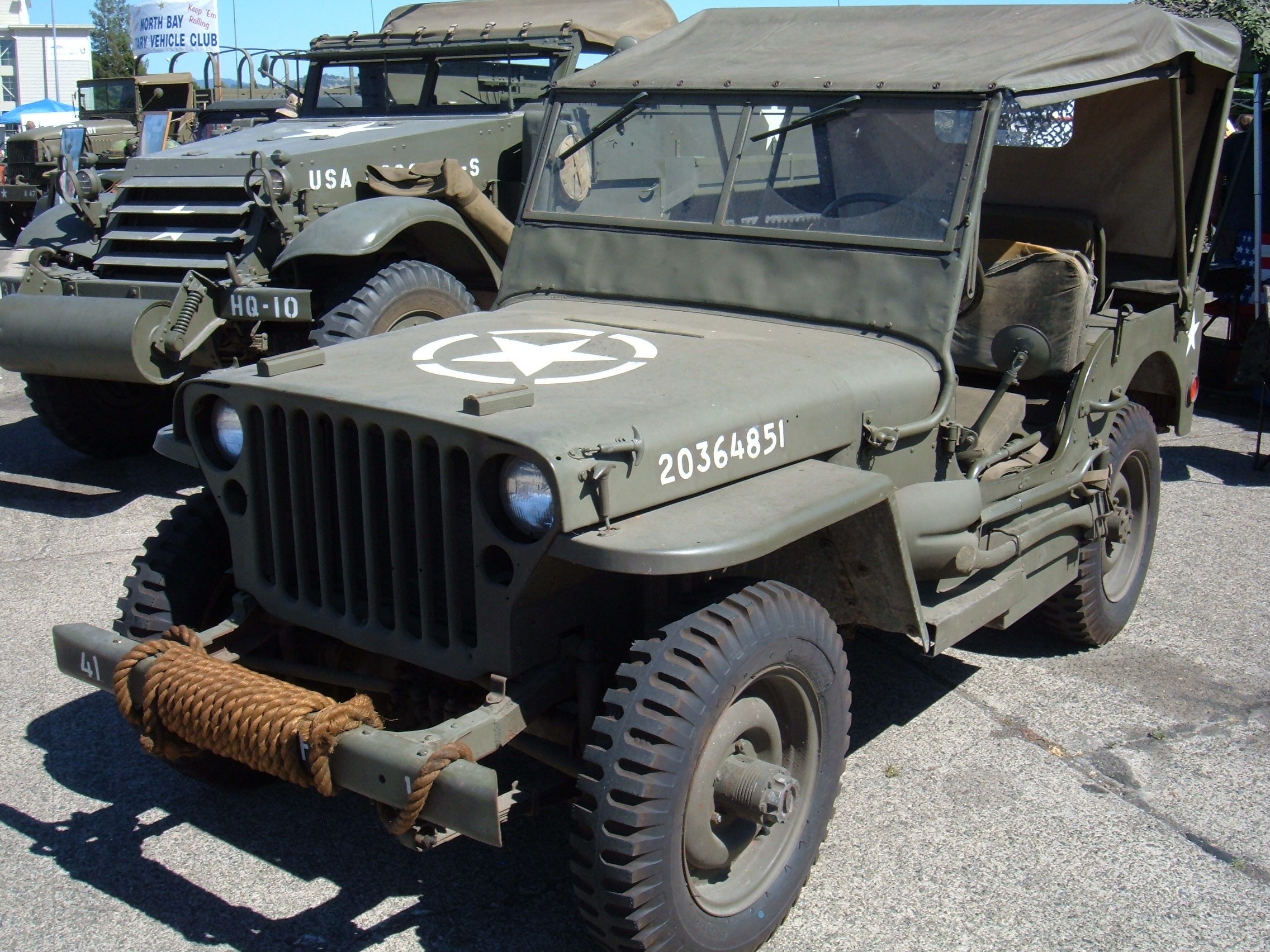
第二次世界大戦後、このアメリカ陸軍のWillys MBのようなジープは、20世紀において世界中の軍隊の主役となり、軍用軽車両の原型となった

軍隊の歴史において、初期の大規模な機械化以来、世界中で軍事目的で運用され、その種類には、軍用色に塗り直しただけの市販車両から、前線基地での軍事利用や作戦のために特別に開発された戦術用車両まで、さまざまな軽車両が存在する。LUVは一般的な汎用または多目的車両で、兵員や、スタッフ、（搭載）武器、物資の運搬、負傷兵の避難など、さまざまな役割のために使用されている。
20世紀前半、軍隊の近代化により、輓馬などの使役動物の役割を機械化によって置き換えることで、歩兵の機動力を高め、戦術的な優位を確保するために誕生したのが軍用多用途軽車両であった。21世紀の任務では、小火器や即席爆発装置（IED）が絶えず機動歩兵に非常に危険な脅威を与え続けるので、軍用多用途軽車両も、乗員保護のために装甲が追加され、より重く大きくなることが多い。現代の軍用軽車両の土台となる設計では、操縦性や速度、武器性能、生存性、輸送性など、地上部隊の作戦にとって重要な要素をバランスよく考慮しなければならない。
Willys MBやランドローバーを民生用にアレンジした車両が最初のスポーツ用多目的車であり、シボレーブレイザーのような一部のSUVが軍用多用途軽車両として使用されてきた。
この種の軍用車両の重要性は、アイゼンハワー将軍が「ほとんどの上級士官たちがジープを第二次世界大戦における最も重要な6つの米軍車両のうちの1つとみなしている」と総括していたことからも分かる。さらに、ジョージ・マーシャル将軍はジープそのものを「近代戦に対するアメリカの最大の貢献」と呼んだ。このような車両は、ほとんどの国の軍隊でも最も一般的な軍用車両のひとつになっている。